# Datarajan
Datarajan is een bestuurslaag in het regentschap Tanggamus van de provincie Lampung, Indonesië. Datarajan telt 3489 inwoners (volkstelling 2010).